# Ehrlichia chaffeensis
En taxonomía, Ehrlichia chaffeensis es una especie de bacterias perteneciente al género Ehrlichia, de la familia de las Anaplasmataceae.
La especie recibe su nombre del Fort Chaffee, un antiguo fuerte estadounidense.
E. chaffeensis es el agente etiológico de la ehrlichiosis monocítica humana.